# La Bezole
La Bezole är en kommun i departementet Aude i regionen Occitanien  i södra Frankrike. Kommunen ligger  i kantonen Limoux som ligger i arrondissementet Limoux. År 2022 hade La Bezole 47 invånare.

## Befolkningsutveckling
Antalet invånare i kommunen La Bezole
Referens: INSEE